# Palagonia
Palagonia er en italiensk by (og kommune) i regionen Sicilien i Italien, med omkring 15.784(2023) indbyggere.  